# Barstow (Texas)
Barstow é uma cidade localizada no estado norte-americano de Texas, no Condado de Ward.

## Demografia
Segundo o censo norte-americano de 2000, a sua população era de 406 habitantes. 
Em 2006, foi estimada uma população de 390, um decréscimo de 16 (-3.9%).

## Geografia
De acordo com o United States Census Bureau tem uma área de 
1,7 km², dos quais 1,7 km² cobertos por terra e 0,0 km² cobertos por água.

## Localidades na vizinhança
O diagrama seguinte representa as localidades num raio de 40 km ao redor de Barstow. 